# Chiesa di Santa Margherita (Settimo Milanese)
La chiesa di Santa Margherita è la parrocchiale di Settimo Milanese, in città metropolitana e arcidiocesi di Milano; fa parte del decanato di Rho.

## Storia
La prima citazione di una cappella a Settimo pare risalga al 1153; una seconda menzione è del XIII secolo e si trova nel Liber Notitiae Sanctorum Mediolani, in cui si legge che era dipendente dalla pieve di San Giovanni Battista di Cesano Boscone.
A causa delle pessime condizioni in cui versava, la chiesa fu restaurata e ampliata nel 1534 grazie all'interessamento di don Francesco Balbi.
Nel 1747 l'arcivescovo Giuseppe Pozzobonelli, compiendo la sua visita pastorale, trovò che la chiesa di Santa Margherita, che era sede della confraternita del Santissimo Sacramento, aveva come filiale l'oratorio della Beata Maria Vergine Annunciata e che i fedeli ammontavano a 600; circa un trentennio dopo questi ultimi risultavano saliti a 802, come attestato dalla Nota parrocchie Stato di Milano del 1781.
Nella seconda metà del XIX secolo l'antico edificio si presentava in condizioni fatiscenti, tanto che nel 1885 fu chiuso al culto e riaperto l'anno seguente solo dopo un provvisorio intervento di puntellamento del tetto. Quattro anni dopo furono raccolti i fondi necessari alla completa ricostruzione della chiesa, il cui progetto fu affidato all'ingegner Luigi Bernasconi. La prima pietra della nuova parrocchiale venne posta nel 1890; l'edificio, in stile neoromanico, fu portato a termine l'anno successivo, mentre il campanile venne costruito tra il maggio e l'ottobre del 1897.
Dalla relazione della visita pastorale compiuta nel 1900 dall'arcivescovo Andrea Carlo Ferrari si apprende che nella parrocchiale, alle cui dipendenze v'erano gli oratori di Santa Maria alla Cascina Olona e di Sant'Antonio da Padova in località Castelletto, avevano sede la confraternita del Santissimo Sacramento e le pie unioni dei Luigini e delle Figlie di Maria.
Nel 1972 la parrocchia confluì nel decanato di Cesano Boscone, per poi essere aggregata il 26 marzo 1976 a quello di Rho.
La chiesa mantenne le sue caratteristiche "originali" sino al parroco mons. Giovanni Pesci, mentre i suoi successori, sulle idee del post Concilio, ne hanno mutato drasticamente le caratteristiche interne ed esterne.
In essa sono stati girati i film: Oh Serafina! (1976) di Alberto Lattuada, Saxofone (1978) di Renato Pozzetto, Ho fatto Splash (1980) di Maurizio Nichetti e Lui è peggio di me (1985) di Enrico Oldoini.
L'edificio venne poi restaurato nel tetto tra il 2010 e il 2011 su iniziativa di don Sergio Stevan, mentre una navata e la sacrestia vennero ristrutturate grazie all'interessamento di don Paolo Torti nel 2019.

## Descrizione

### Esterno
La facciata a salienti della chiesa, rivolta a oriente e rivestita interamente in laterizio, è tripartita da quattro paraste; nel mezzo si apre l'ampio portale d'ingresso principale, coronato da una lunetta contenente un mosaico, mentre più in alto è collocato, al centro di un rosone cieco, un piccolo oculo circolare; ai lati si trovano i due accessi secondari, anch'essi sormontati da lunette con mosaici; in sommità, lungo gli spioventi del tetto corre una decorazione ad archetti pensili, a sostegno della cornice in cotto, che prosegue anche lungo i fianchi dell'edificio.
Dal centro della struttura, in corrispondenza dell'intersezione tra la navata centrale e il transetto, emerge dal tetto il tiburio a pianta ottagonale, anch'esso decorato con archetti pensili.
Sul retro, in adiacenza alle tre absidi caratterizzate dalla presenza di monofore a tutto sesto, si erge su quattro ordini l'alto campanile a base quadrata; la cella campanaria si affaccia sulle quattro fronti attraverso ampie aperture a tutto sesto, mentre a coronamento si eleva una guglia conica in mattoni.

### Interno
L'interno dell'edificio è scandito da pilastri a fascio, ornati con capitelli a cubo scantonato, in tre navate, di cui la centrale coronata da una serie di volte a crociera con costoloni, che si elevano sopra a una cornice perimetrale ad archetti pensili; in corrispondenza della crociera si eleva la cupola a base ottagonale, illuminata da quattro oculi alternati a dipinti.
Al termine dell'aula si sviluppa il presbiterio, sopraelevato di alcuni gradini; l'ambiente, chiuso sul fondo dall'abside coronata dal catino affrescato, accoglie l'altare maggiore a mensa, aggiunto nel 1996.
In controfacciata è posta la cantoria dove è collocato l'organo a canne, costruito nel 1911 dalla ditta fratelli Aletti di Monza. Esso possiede un unico manuale di 58 note, più pedaliera di 27, per un totale di dieci registri: principale 8', ottava 4', decimaquinta 2', ripieno 5 file, flauto 8', viola da gamba 8', tromba 8', unda maris 8', contrabbasso 16', basso 8' (gli ultimi due al pedale). ***